# 중력댐

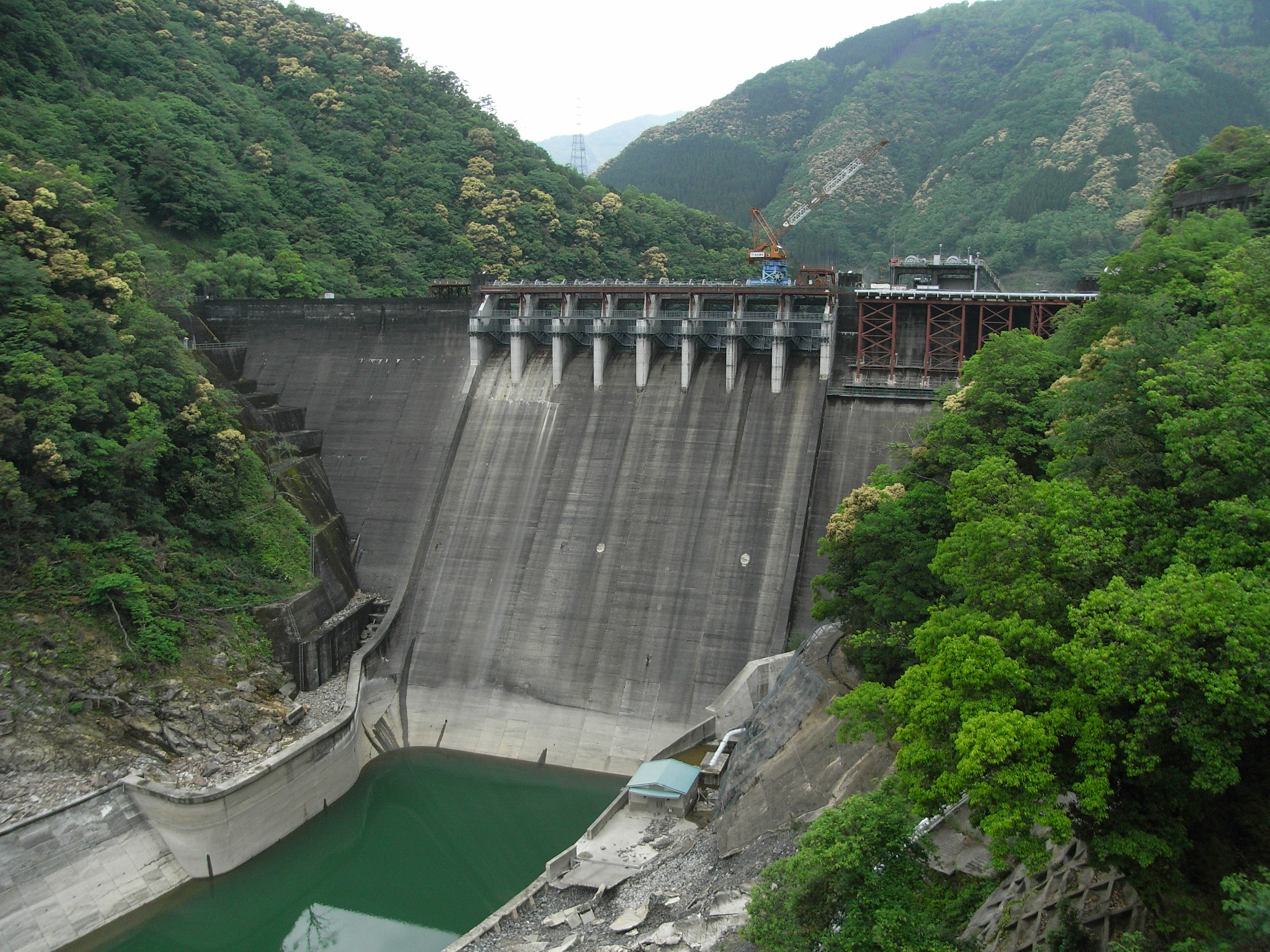

중력댐(重力─)은 구조물 자체의 무게에 의한 중력으로 수압을 견디도록 만든 댐이다. 댐에 작용하는 수압에 의한 모멘트보다 댐 구조물 자체의 무게에 의한 모멘트 힘이 크기 때문에 전도되지 않고 수압을 버텨낼 수 있는 것이다. 즉 수압에 의한 힘과 자중에 의한 힘의 합력이 댐의 바닥부분 안에 위치하도록 설계하여야 한다. 또한 댐의 상면의 인장응력과 하면의 압축응력이 과도하지 않게 하기 위해서는 댐의 단면 전체에 걸쳐 합력이 단면의 중앙 1/3 안에 위치하여야 한다. 이러한 종류의 댐은 그 기초가 수밀성을 유지하면서도 구조물을 지탱할 수 있는 지지력을 갖는 설계이어야 한다.
중력댐은 중공형(中空形)과 솔리드(Solid形)형 두가지가 있다. 솔리드형이 일반적으로 많이 건설되지만 중공형이 때에 따라서는 경제적일 수 있다.

## 검사랑
중력댐 내의 검사랑은 다음의 기능을 한다.
- 양압력 검사
- 그라우팅공 이용
- 내부 균열 검사
- 내부 온도 검사

## 참고 자료
- 박영태 (2019). 《토목기사 실기》. 세진사.